# Bianco e Nero
Bianco e Nero (с итал. — «Белое и чёрное») — итальянский журнал о кино. Издается с 1937 года и является старейшим периодическим изданием о кино в Италии.

## История
Журнал был создан в январе 1937 года как печатное издание Экспериментального киноцентра. Его первым главным редактором стал один из основателей киноцентра Луиджи Кьярини, занимавший эту должность до 1951 года. Среди материалов журнала печатались педагогические эссе Кьярини о теории кино, авторские рецензии на фильмы, а также статьи других авторов, с том числе зарубежных. Журнал издавался ежемесячно с перерывом из-за Второй мировой войны в 1944—1946 годах, когда был закрыт киноцентр.
В 1999 году, после того как Экспериментальный киноцентр стал частным фондом, название на обложке журнала сменилось на Bianco & Nero, он стал выходить раз в два месяца с дополнительным двойным летним номером. В 2003 году внешний вид журнала существенно изменился.